# Jens Jacob Asmussen Worsaae
Jens Jacob Asmussen Worsaae (1821. március 14. – 1885. augusztus 15.) dán régész, történész és politikus, a Dán Nemzeti Múzeum második igazgatója (1865–1874). Kulcsszerepet játszott tudományos régészet megalapozásában. Worsaae végezte az első rétegtani ásatásokat és használta először a rétegtant C.J. Thomsen három korszakos rendszere sorrendjének (kőkorszak, bronzkor, vaskor) bizonyítására. A paleobotanika fejlesztésében is úttörő szerepet játszik  a jütlandi tőzeglápokban végzett ásatása. Worsaae Dánia kultuszminisztere  (kulturális és oktatási miniszter) volt a Christen Andreas Fonnesbech kormányában 1874–1875-ben.

## Korai évek és tanulmányok
Jens Jacob Asmussen Worsaae a dániai Vejlében született 1821-ben. Egy tizenegy gyermekes gazdag, művelt család ötödik gyermeke volt. Apja Vejle megyei köztisztviselő (megyei kincstárnok) volt és tagja volt az Északi Régészeti Királyi Társaságnak.
Worsaae régészeti érdeklődése 1832-ben kezdődött, amikor az apja adott neki két kőbaltát, amelyek közül az egyiket a saját földjén találtak, a másikat pedig a vejlei kikötő kotrásánál. Ez megihlette Worsaae-t, és elkezdett kutatni Jütland keleti partvidékén mielőtt Közép- és Dél-Jütlandra is kiterjesztette kutatási területét.
1835-ben, randersi iskolai tanulmányai alatt meghívást kapott, hogy vegyen részt egy bygholmi sír ásatásán Horsens mellett. A következő évben a Jellinge melletti ásatásokon is részt vesz.
A Koppenhágai Egyetemen 1838-ban kezdte tanulmányait, diplomát 1841-ben kapott.

## Életpálya és tudományos munkásság
Koppenhágai főiskolai évei alatt Worsaae elkezdett dolgozni önkéntesként Christian Jürgensen Thomsennel, a Dán Nemzeti Múzeum első igazgatójával. Megtanulta Thomsen kormeghatározási és ellenőrzött régészeti feltárási módszereit.
Mivel nem akart továbbra is fizetés nélkül dolgozni, talált egy mecénást VIII. Keresztély király személyében.
Keresztély király tanulmányútra küldte a Nagy-Britanniába és Írországba 1846-ban és 1847-ben, hogy tanulmányozza a vikingek létének bizonyítékait. A régiségek és a történetek kutatását ő egy beszámolóvá fejlesztette az Északi-tenger körüli kultúráról. Worsaae írt egy beszámolót "A dánok és a normannok Angliában, Skóciában és Írországban" címmel (1852).
1847-ben a Műemlékvédelem felügyelőjének nevezték ki. Az ország egész területén dolgozott a műemlékvédelmi területeken és irányította az ásatásokat. A feltárások ellenőrzése és rétegtani elemzése során úgy találta, hogy a leletek Thomsennek a múzeum gyűjteménye alapján kialakított három korszakos rendszerét támasztják alá. Felhasználva Nilsson tanulmányait őskori létfenntartásról és a dán geológus Johannes Japetus Steenstrup tanulmányait az erdősültség őskori változásairól, Worsaae elkezdte felfedezni az őstörténetről szerezhető ismeretek korlátait. A tudományosságnak ebben az időszakában azok, akik megérthették az őstörténet három korszakos koncepcióját, erős nyomás alatt voltak, hogy kulturális fejlődést ismerjenek fel a három korszakban. A kőkorszaki lelőhelyek feltárásán keresztül látta, hogy jól elkülöníthető leletegyüttesek voltak: az egyszerű eszközök korszaka a vadászat és a halászat jeleit mutatta, kizárólag kutyának, mint háziasított állatnak a csontjaival. Ez az időszak a "konyhai lelőhelyek" feltárásához kapcsolódott, amelyek osztrigaevő gyűjtögetők hulladékhalmai voltak. A "konyhai lelőhelyek" néha mintegy 10 méter magasak és 100 méter hosszúak voltak. Worsaae így kommentálta ezt naplójában: "ezeknek a hatalmas osztriga kagyló kupacoknak a kőkorszaki emberek étkezésének a maradványait kell képviselniük".
Worsaae megállapította, hogy a kőkorszaki rétegek másik része, amely a dolmen temetkezésekhez kapcsolódik, az állattenyésztés és a mezőgazdaság jeleit mutatták. Követve Nilsson elemzéseit az őskori létfenntartásról, Worsaae azt állította, hogy a kőkorszakban volt egy gyűjtögető időszak és egy mezőgazdasági időszak, ami kimutatható a leletekből. Azt is felismerte, hogy a franciaországi barlangi lelőhelyek kora még a dániai gyűjtögető időszaknál is régebbi. Talán elsőként ő képzelte el azt a felosztást, ami később őskőkorszak (paleolitikum), középső kőkorszak (mezolitikum), újkőkorszak (neolitikum) tagolásként vált ismertté. Ez az osztályozás és nevezéktan John Lubbock brit kutatótól, Avebury első bárójától származik (1865).

## Fordítás
- Ez a szócikk részben vagy egészben  a   Jens_Jacob_Asmussen_Worsaae című angol Wikipédia-szócikk fordításán alapul.  Az eredeti cikk szerkesztőit annak laptörténete sorolja fel. Ez a jelzés csupán a megfogalmazás eredetét és a szerzői jogokat jelzi, nem szolgál a cikkben szereplő információk forrásmegjelöléseként.